# 索馬立方

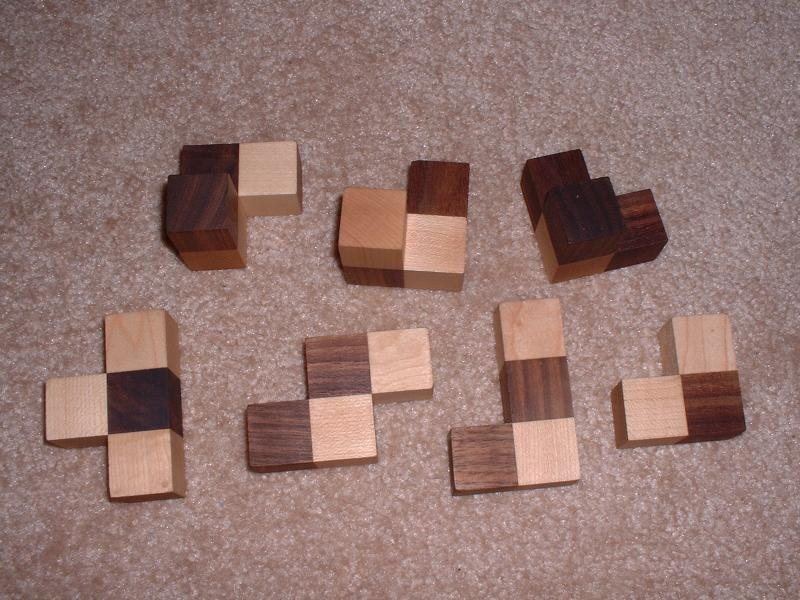
索馬立方的積木 又名立體七巧板（有各自的顏色）

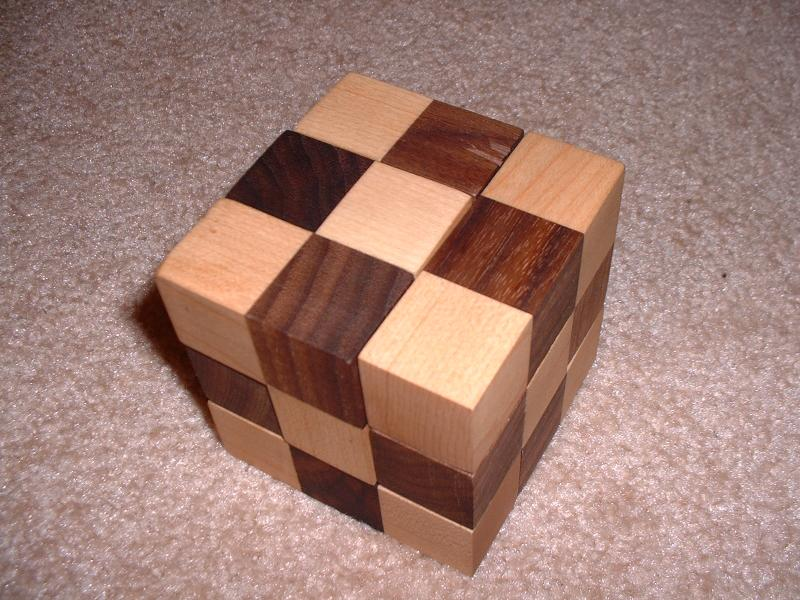
索馬立方，已組成立方體

一種可組成索馬立方的方式

索馬立方 又名立體七巧板 （Soma cube）是一個1933年由皮亞特·海恩發明的實體智力遊戲，在维尔纳·海森堡一次量子力學的演講中所構思。它是用七塊多立方體組成一個3x3x3的立方體，這些多立方體也可以組成許多不同的三維形狀。索馬立方用到的多立方體包括1個三立方體及6個四立方體，因此3 + (6 x 4)為27，恰好是3 x 3 x 3立方體的大小。
马丁·加德纳和約翰·何頓·康威曾討論過索馬立方的細節，在書籍《Winning Ways for your Mathematical Plays》中也有完整的分析。在不考慮旋轉及反射的情形下，索馬立方有240個不同的解。可以用簡單的遞迴回溯法電腦程式來產生這些解，方式類似求解八皇后问题的遞迴回溯法。
索馬立方用到的7個多立方體中有六個四立方體，一個三立方體
：

第一片，或稱為V。
第二片，或稱為L：三個立方體排成一列，左下方加一個立方體。
第三片，或稱為T：三個立方體排成一列，中間下方加一個立方體。
第四片，或稱為Z：二個立方體排成一列，上面是另外二個立方體，往右排一格。

第五片，或稱為A：V型的三立方體平放，另一個立方體放在順時針的第一個立方體上方，有立體的不對稱性。
第六片，或稱為B：V型的三立方體平放，另一個立方體放在逆時針的第一個立方體上方，有立體不對稱性。
第七片，或稱為P：V型的三立方體平放，另一個立方體放在轉折的立方體上方的第一個，有立體對稱性。

## 簡介
皮亞特·海恩授權Theodor Skjøde Knudsen的丹麥公司Skjøde Skjern製作蔷薇木製，作工精細的索馬立方。自1967年起，已由遊戲製造商派克兄弟銷往美國多年。派克兄弟在1970年代也有製作塑膠的索馬立方，有藍色、紅色及橙色。
在240種索馬立方的解中，只有一個T型立方體可放的位置。每一個解法都可以調整到T型立方體在大立方體的下方，三個立方體部份朝前，另一個立方體在最下面一層的正中央（這也是大立方體的正規化位置）。可以用以下方式證明：若不考慮其他立方體，只考慮T型立方體在大立方體中佔的位置，T型立方體可以不佔任何一個角，也可以佔兩個角，但沒有辦法讓T型立方體只佔一個角。而L型立方體可以佔二個角、一個角或是完全不佔一個角。其他的多立方體最多只能佔一個角。若不考慮T型立方體，其他的多立方體最多可以佔七個角（L型立方體佔二個角，其他五個多立方體各佔一個角），但因為T型立方體無法只佔一個角，因此其他的多立方體最多可以佔六個角，讓T型立方體無法佔二個角。在不考慮旋轉，鏡射，且讓T型立方體在最下面一層的條件下，T型立方體只有唯一的一個位置。其他的多立方體需各佔一個角，只有L型立方體是可以佔二個角卻只佔一個，其他多立方體本來最多也只能佔到一個角。
有一系列的心理實驗用解索馬立方來量測個人的表現及成果。在該實驗中，要求在一定時間內解出索馬立方，越多次越好。例如1969年時，當時是卡內基美隆大學研究生助理的Edward Deci，要求其研究目標在不同的獎勵條件下解索馬立方，這是他的博士論文，研究社会心理学有關動機排擠效果及內在動機及外在動機的關係。
有類似索馬立方的立體五立方體遊戲，可以填滿2×3×10、2×5×6及3×4×5的長方體。

## 外部連結
- Soma Cube android game （页面存档备份，存于）
- SOMA-TUBE （页面存档备份，存于）
- Soma Cube -- from MathWorld （页面存档备份，存于）
- Thorleif's SOMA page （页面存档备份，存于）
- SOMA CUBE ANIMATION by TwoDoorsOpen and Friends （页面存档备份，存于）